# Tim Armacost
Tim Armacost is een Amerikaanse jazz-saxofonist. Hij speelt tenor- en sopraansaxofoon.
Armacost groeide op in Tokio, Washington en Los Angeles. Hij begon op de klarinet, maar stapte over op de tenorsaxofoon toen hij zestien was. In die tijd speelde hij al in bigbands in en rond Washington. In Los Angeles leerde hij veel van Bobby Bradford en Charlie Shoemake. In 1985 studeerde hij af aan Pomona College (Azië-studies) en ging hij naar Amsterdam, wat zijn nieuwe thuisbasis werd. In de zeven jaar erop speelde hij en nam hij op in verschillende Europese landen (bijvoorbeeld op albums van Klaus Ignatzek en Rick Hollander). Ook gaf hij les: uiteindelijk werd hij hoofd van de saxofoonafdeling van het Sweelinck Conservatorium. Rond 1992 ging hij naar India, waar hij, met het doel meer over ritme te weten, les kreeg van de tabla-speler Vijay Ateet. Door hem leerde hij veel over de klassieke Indiase muziek en haar ritmes. Een en ander werkte door in een album dat hij in 2007 uitbracht, een plaat die een brug slaat tussen de westerse jazz en de 'oosterse' Indiase muziek. In India heeft hij na zijn 'leertijd' ook getoerd.
In 1993 werd zijn nieuwe standplaats New York, waar hij twee albums opnam. Op "Fire" was een van de sidemen pianist Kenny Barron, terwijl op de concertregistratie "Live at Smalls" trompettist Tom Harrell en drummer Shingo Okudaira meespeelden. Met Okudaira zou hij in de jaren erna nog vaker samenwerken, bijvoorbeeld in het Intercontinental Jazz Trio met de Nederlandse bassist Joris Teepe. In Amerika was hij ook sideman op enkele albums van Rick Hollander. Eind jaren negentig begon hij een kwartet, waarmee hij veel ging toeren en ook albums maakte, met Bruce Barth, Ray Drummond en Billy Hart. Daarnaast speelde hij mee op bijvoorbeeld platen van Ugetsu, Craig Bailey, Don Friedman, Bill Moring, Ray Khalil en, meer recent, New York Standards Quartet. 
Armacost heeft in zijn carrière onder meer gespeeld met Al Foster, Jimmy Cobb, Peter Erskine, Roy Hargrove, Lonnie Plaxico, Randy Brecker, Maria Schneider, Victor Lewis, Ivan Paduart, de bigband van David Murray, Robin Eubanks en Japanse musici als Terumasa en  Benisuke Sakai.
Naast zijn eigen kwartet is hij ook actief in andere groepen. Hij leidt met Craig Bailey een bigband en tevens speelt hij in de groepen Hornz in the Hood  (onder meer met Ravi Coltrane) en de Excursion Band (van Ray Drummond).

## Discografie
als leider:
- Fire, Concord, 1996
- Live at Smalls, Double-Time, 1998
- Wishing Well, Double-Time, 2000
- Brightly Dark, Satchmo Jazz Records,
- Rhythm & Transformation, ArtistShare, 2007